# エレデ博多寿屋空港店

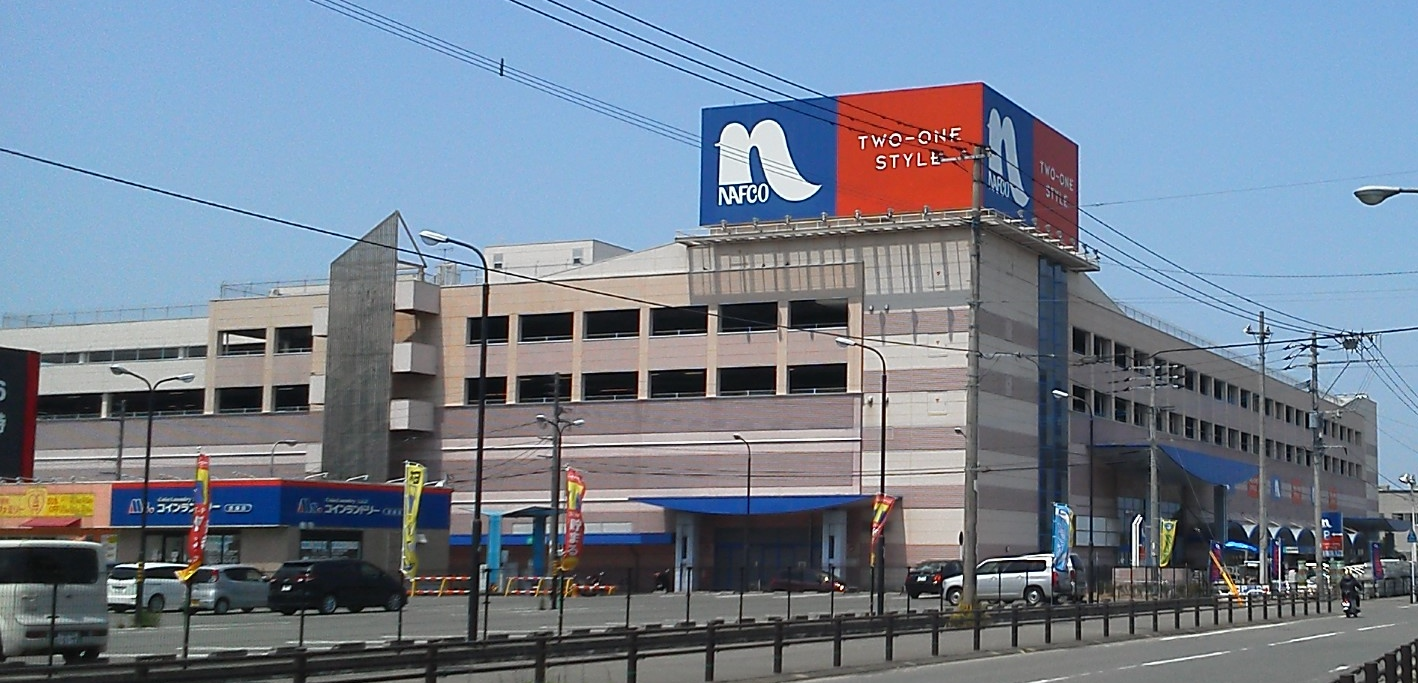
後継店舗となったナフコ福岡空港店（2013年4月）

エレデ博多寿屋空港店（エレデはかたことぶきやくうこうてん）は、かつて福岡県福岡市博多区にあったショッピングセンターである。株式会社壽屋（現在のカリーノグループ）が運営していた。名称の「エレデ」とは「エレガンスデパート」の略である。

## 概要
1999年に閉店したエレデ博多寿屋（博多区呉服町）の後継店舗として2001年4月28日に開店した。福岡空港に隣接しており、空港周辺整備機構による大井地区再開発事業の一環として建設された建物へのテナント出店であった。開店時のキャッチフレーズは「いつもの関係、ずっとの関係」。隣接する、レッドキャベツ福岡空港店のあった位置に別館の建設も計画されていた。寿屋が民事再生法を申請したために開業から9ヶ月ほどで閉店し、現在は2003年12月18日に開店したナフコ福岡空港店となっている。
九州で初めて大規模小売店舗立地法が適用されたショッピングセンターである。

## 交通アクセス

### 鉄道
- 福岡市地下鉄空港線福岡空港駅

### バス
- 西鉄バス

### 付近の主要道路
- 国道3号
- 福岡県道551号

## 周辺施設
- 福岡空港
- 福岡空港駅
- 福岡東サティ
- コジマ福岡空港店
- ジョイフル福岡空港前店
- 大井中央公園